# ماد (تگزاس)
ماد، تگزاس (به انگلیسی: Maud, Texas) یک شهر در ایالات متحده آمریکا با جمعیت ۱٬۰۵۶ نفر است که در تگزاس واقع شده‌است.

## موقعیت جغرافیایی
موقعیت جغرافیایی شهرها و مناطق اطراف به شرح زیر است: